# Bridgetown (Australia)
Bridgetown – miasto w Australii, w stanie Australia Zachodnia.